# Contea di McKenzie
La contea di McKenzie (in inglese McKenzie County) è una contea dello Stato del Dakota del Nord, negli Stati Uniti. La popolazione al censimento del 2000 era di 5 737 abitanti. Il capoluogo di contea è Watford City.